# Homaloptera maxinae
Homaloptera maxinae är en fiskart som beskrevs av Fowler, 1937. Homaloptera maxinae ingår i släktet Homaloptera och familjen grönlingsfiskar. Inga underarter finns listade i Catalogue of Life.